# Fulakora mystriops
Fulakora mystriops (лат.) — вид примитивных муравьёв рода Fulakora из подсемейства Amblyoponinae (Formicidae), ранее включавшийся в состав рода Stigmatomma.

## Распространение
Неотропика (Бразилия, Коста-Рика, Французская Гвиана, Гватемала, Гайана, Гондурас, Никарагуа и Панама) .

## Описание
Мелкие земляные муравьи (длина около 3 мм) с длинными узкими мандибулами и хорошо развитым жалом. От близких видов отличаются следующими признаками: лобные доли широко разделены; мандибула коренастая, толстая на большей части длины; щетинки наличника не поднимаются от наличниковых бугорков. Щёчный зубец отсутствует. Претарзальные коготки задних ног гипертрофированы. Мезосома уже головы. Ноги короткие. Передний край клипеуса зубцевидный; петиоль очень широко прикреплён к 3-му абдоминальному сегменту и без отчётливой задней поверхности; постпетиоль отсутствует.
- Вид сверху
- Голова спереди

## Систематика
Вид был впервые описан в 1960 году американским мирмекологом Уильямом Брауном (Brown W. L., Jr. , 1922—1997) под названием Amblyopone mystriops Brown, 1960. Затем вид включали в состав рода Stigmatomma (подсемейство Понерины). В 2016 году Fulakora был восстановлен из синонимии с Stigmatomma и вид получил современное название.